# セガサミーアワー はーい井上商店ですよ!
『セガサミーアワー はーい井上商店ですよ!』（セガサミーアワーはーいいのうえしょうてんですよ）は、文化放送・BSQR489等で放送されていたラジオ番組。2005年4月6日 - 2006年3月29日放送（全50回）。

## 概要
- 放送時間は毎週水曜日の21:30 - 22:00。枠の前にプロ野球中継「文化放送ライオンズナイター」が組まれているため、プロ野球中継シーズン中は放送開始時間が遅れる場合が多く、またその影響で文化放送では放送枠自体が削られたりしている。2006年3月22日に最終回をむかえた。しかし、3月29日の「ソフトバンク×西武」戦が規定時間内に終了したため、おまけの生放送があった。
- 第2回からの数回は、父（健）と長女（喜久子）で番組をスタート。次女（奈々）はスタート後しばらく海外留学（駅前留学）?をしていた。

### 主要コーナー
- 井上家のちゃぶ台
- 健バン
- 奈々ちゃんのおへや

### 番組のルール
- 九九は2の段、5の段のみ（第02回）
- 昭和のネタは昭和1桁台を1期、昭和60年代を7期として、7つの時代に分類する（第02回）

## 人物紹介
井上健（いのうえ けん：鷲崎健）
- 男手一つで娘二人を育て上げた。毎回オープニングでは下手なダジャレを言い番組をスタートさせる。口達者の父。ギターと歌はうまい。
- ポアロの人とは仲がよい。

井上喜久子（いのうえ きくこ：井上喜久子）
- 17歳?の長女。
- 番組のコーナー「健バン」ではがきを読むときは何故か一人で笑ってしまう。
- たまに家族内では認知されていない「弥生お姉ちゃん」という人を言ってしまう。

井上奈々（いのうえ なな：井ノ上奈々）
- 永遠の22歳の次女。しっかりものである。

## 放送日
|        | 放送日        | ゲスト                                               |        | 放送日         | ゲスト                                               |
| ------ | ------------- | ---------------------------------------------------- | ------ | -------------- | ---------------------------------------------------- |
| 第1回  | 2005年4月6日  |                                                      | 第26回 | 2005年10月12日 |                                                      |
| 第2回  | 2005年4月13日 |                                                      | 第27回 | 2005年10月19日 |                                                      |
| 第3回  | 2005年4月20日 |                                                      | 第28回 | 2005年10月26日 | 高田元太郎                                           |
| 第4回  | 2005年4月27日 |                                                      | 第29回 | 2005年11月2日  |                                                      |
| 第5回  | 2005年5月4日  |                                                      | 第30回 | 2005年11月9日  |                                                      |
| 第6回  | 2005年5月11日 | Pink Rainbow（横山智佐・鈴木真仁）                   | 第31回 | 2005年11月16日 |                                                      |
| 第7回  | 2005年5月18日 | Pallet（阿部玲子・依田恵理子・近藤佳奈子・三好りえ） | 第32回 | 2005年11月23日 |                                                      |
| 第8回  | 2005年5月25日 |                                                      | 第33回 | 2005年11月30日 |                                                      |
| 第9回  | 2005年6月1日  |                                                      | 第34回 | 2005年12月7日  | 杉山紀彰                                             |
| 第10回 | 2005年6月8日  |                                                      | 第35回 | 2005年12月14日 | Pallet（阿部玲子・依田恵理子・近藤佳奈子・三好りえ） |
| 第11回 | 2005年6月15日 | Kacky                                                | 第36回 | 2005年12月21日 |                                                      |
| 第12回 | 2005年6月22日 |                                                      | 第37回 | 2005年12月28日 |                                                      |
| 第13回 | 2005年6月29日 |                                                      | 第38回 | 2006年1月4日   |                                                      |
| 第14回 | 2005年7月13日 | 小林沙苗                                             | 第39回 | 2006年1月11日  |                                                      |
| 第15回 | 2005年7月20日 | 齋藤彩夏                                             | 第40回 | 2006年1月18日  |                                                      |
| 第16回 | 2005年7月27日 | 園崎未恵                                             | 第41回 | 2006年1月25日  |                                                      |
| 第17回 | 2005年8月3日  | 松谷彼哉                                             | 第42回 | 2006年2月1日   |                                                      |
| 第18回 | 2005年8月17日 | Pallet（阿部玲子・依田恵理子・近藤佳奈子・三好りえ） | 第43回 | 2006年2月8日   |                                                      |
| 第19回 | 2005年8月24日 |                                                      | 第44回 | 2006年2月15日  |                                                      |
| 第20回 | 2005年8月31日 |                                                      | 第45回 | 2006年2月22日  |                                                      |
| 第21回 | 2005年9月7日  |                                                      | 第46回 | 2006年3月1日   |                                                      |
| 第22回 | 2005年9月14日 |                                                      | 第47回 | 2006年3月8日   | 園崎未恵                                             |
| 第23回 | 2005年9月21日 |                                                      | 第48回 | 2006年3月15日  |                                                      |
| 第24回 | 2005年9月28日 |                                                      | 第49回 | 2006年3月22日  |                                                      |
| 第25回 | 2005年10月5日 |                                                      | 第50回 | 2006年3月29日  |                                                      |

## エピソード

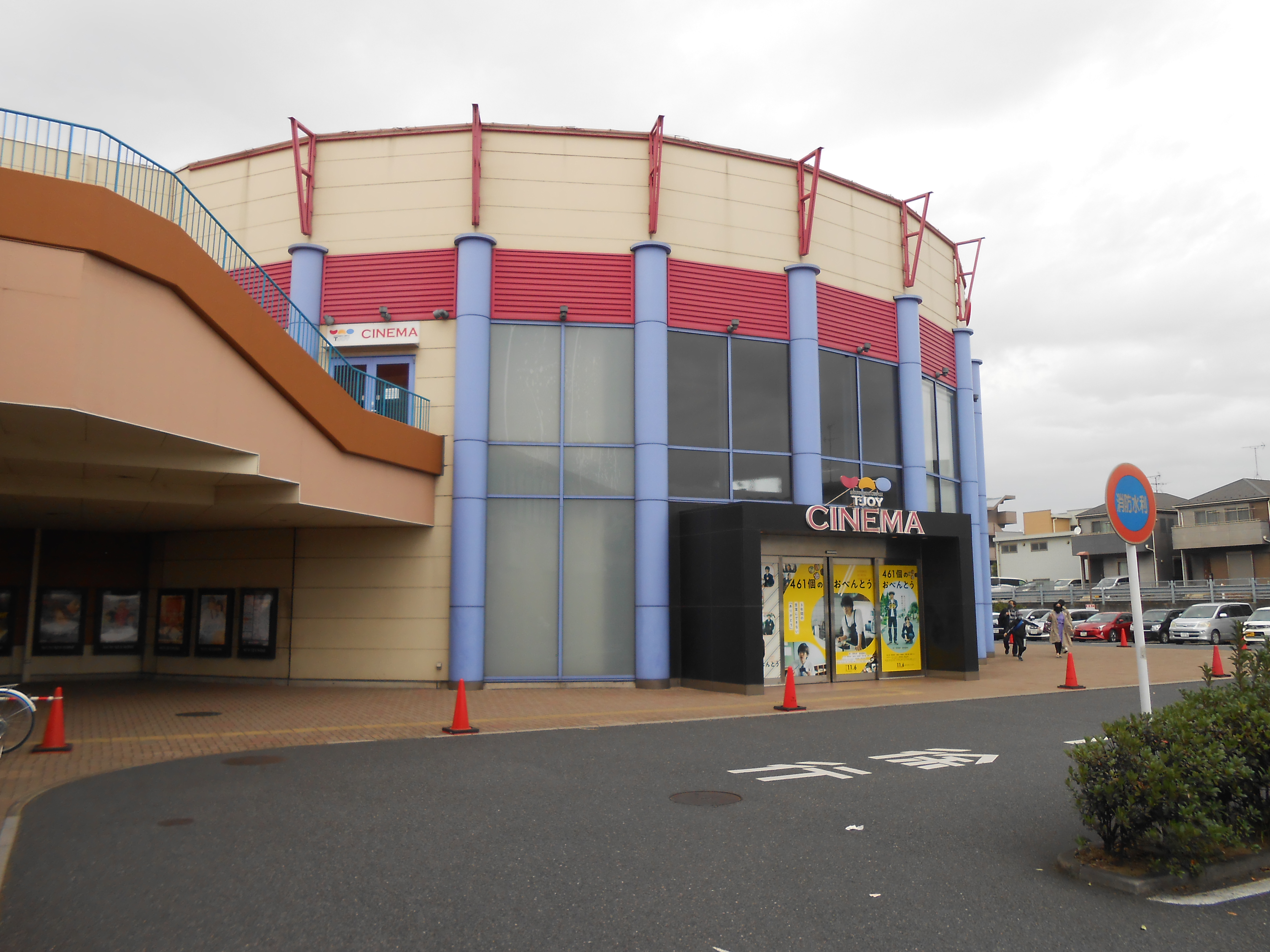
T・ジョイ蘇我

- 当初、井上喜久子のもとに本番組の企画が持ち込まれた際、彼女に与えられていた役どころは井上商店のお母さんだったのだが、本人が娘役を希望したため、鷲崎健演じる父（井上健）が男手ひとつで娘を育てている、という設定に変更された。
- 2005年9月21日の放送で井上喜久子の誕生会をしたとき、父が歌を歌ったところ、感動して号泣した。後に、この曲は「Silly Walker」に「娘よ」として収録されている。
- 2005年12月22日にナナケンキッコというユニット名で、番組のオープニングとエンディングを歌ったCDを発売した。それに伴い2006年1月22日に、アニメイト池袋店でCD発売イベントを行った。イベントの模様は2006年1月25日に放送された。
- 2006年3月22日に最終回を迎えた。
- 2006年3月29日、プロ野球中継が規定時間ギリギリに終了したため、予定どおり復活放送をした。この日の放送は生放送だったためリアルタイムによるメールや電話が多く届いた。ちなみに復活放送ができなかった場合は番組打ち上げパーティーをする予定だったらしい（結局番組終了後に打ち上げは行った）。
- 2006年4月9日に千葉県千葉市のエクスワイジー・シネマズ蘇我（現：T・ジョイ蘇我）にて『井上喜久子のキャラメルタウン』との合同イベント『は〜い!キャラメル商店ですよ!First/Final』を行った。
- 番組内で何故か発生して定着してしまったかけ声は、「ボン!」「ジョヴィ!」。しかしスポンサーや商品内容はもちろん、本家『ボン・ジョヴィ』とも全く関係は無い。
- 2009年3月27日放送の「鷲崎健の超ラジ!」で鷲崎が他の2人をゲストに招き、『井上商店の超ラジ!』と題してプチ復活放送を行なった。